# Nordvargspindel
Nordvargspindel (Pardosa eiseni) är en spindelart som först beskrevs av Tord Tamerlan Teodor Thorell 1875.  Nordvargspindel ingår i släktet Pardosa och familjen vargspindlar. Arten är reproducerande i Sverige. Inga underarter finns listade i Catalogue of Life.